# Gerd Karl
Gerd „Charly“ Karl (* 16. Oktober 1948 in Iserlohn; † 22. Februar 2024) war ein deutscher Eishockeyspieler, der den Großteil seiner Karriere beim EC Deilinghofen (ECD) verbrachte und mit ihm von der Oberliga bis in die Bundesliga aufstieg. Mit mehr als 200 Treffern war der Stürmer einer der erfolgreichsten Torschützen in der Geschichte des ECD.

## Karriere
Ab der Saison 1966/67 gehörte der damals gerade 18-jährige Gerd Karl zum festen Stamm des EC Deilinghofen (ECD) in der zweitklassigen Oberliga. Nachdem er bereits in seiner Debütsaison zwölf Treffer erzielt hatte, gehörte er insgesamt zunächst vier Jahre lang zu den erfolgreichsten Stürmern des ECD. In der Spielzeit 1970/71 wagte er erstmals den Sprung in die Bundesliga, wo er sich dem VfL Bad Nauheim anschloss. Mit nur einem Tor und einer Vorlage für den Tabellenvorletzten konnte er sich jedoch nicht in der höchsten deutschen Spielklasse durchsetzen.
Schon nach einem Jahr kehrte Karl zu seinem Heimatverein zurück. Beim ECD fand er schnell wieder zu seiner Torgefährlichkeit aus früheren Spielzeiten, lag in der teaminternen Scorerliste aber meist knapp hinter Jörg Schauhoff und Gerhald Müll. Nur in der Spielzeit 1972/73 war er der Torschützenkönig des ECD und trug damit maßgeblich dazu bei, dass sich der Verein für die neugeschaffene 2. Bundesliga qualifizierte. In der Saison 1976/77 stieg er mit dem ECD in die Bundesliga auf, in der anschließend zwei Jahre lang für Deilinghofen spielte.
Ab der Saison 1979/80 setzte Karl seine Karriere dann in unteren Ligen fort. Auf ein Jahr beim Oberligisten ERC Westfalen Dortmund folgten drei Spielzeiten bei der neu gegründeten TEG Netphen, bei der er zeitweise als Spielertrainer tätig war. In der Saison 1985/86 kehrte er beim EHC Unna kurzzeitig aufs Eis zurück und beendete anschließend endgültig seine Karriere.

## Erfolge und Auszeichnungen
- 1969 Westdeutscher Meister mit dem EC Deilinghofen
- 1973 Qualifikation für die 2. Bundesliga mit dem EC Deilinghofen
- 1977 Aufstieg in die Bundesliga mit dem EC Deilinghofen

## Karrierestatistik
(Legende zur Spielerstatistik: Sp oder GP = absolvierte Spiele; T oder G = erzielte Tore; V oder A = erzielte Assists; Pkt oder Pts = erzielte Scorerpunkte; SM oder PIM = erhaltene Strafminuten; +/− = Plus/Minus-Bilanz; PP = erzielte Überzahltore; SH = erzielte Unterzahltore; GW = erzielte Siegtore; 1 Play-downs/Relegation; Kursiv: Statistik nicht vollständig); 2bis Saison 1972/73